# جانی دئی
جانی دئی (ایتالیایی: Gianni Dei؛ ‏ ۲۱ دسامبر ۱۹۴۰ – ۱۹ اکتبر ۲۰۲۰) بازیگر و خواننده اهل ایتالیا بود.
از فیلم‌هایی که وی در آن نقش داشته‌است، می‌توان به خالهٔ مونیکا، دوشیزه‌ای در خانواده، دختر روستایی زیبا، تن‌های برهنه، کارکنان خیابانی، جالو در ونیز و برو بخواب کوچولوی پامرغی اشاره کرد.